# Bandiera del Nicaragua
La bandiera del Nicaragua è stata adottata il 27 agosto 1971. Essa ricalca quasi perfettamente la bandiera degli Stati Uniti dell'America Centrale, ed è costituita da tre bande orizzontali di uguali dimensioni: la centrale bianca e le laterali azzurre (colori tradizionali centroamericani). Le fasce blu rappresentano i due oceani che bagnano il paese, mentre la fascia bianca rappresenta la pace. Anche lo stemma nazionale al centro della banda bianca è praticamente identico a quello delle Province Unite: vi compaiono cinque vulcani, che simboleggiano le Province Unite originarie (Costa Rica, Guatemala, Honduras, Nicaragua e Salvador). La sola iscrizione, che recita República de Nicaragua – America Central, è diversa.

## Bandiere storiche

Bandiera del Nicaragua parte delle Province Unite dell'America Centrale (1823-1824)
Bandiera del Nicaragua parte delle Repubblica Federale del Centro America (1824-1838)
Bandiera nicaraguense (1839-1858, 1873-1889)
Bandiera del Nicaragua sotto il governo di William Walker (1856-1857)
Bandiera nicaraguense (1858-1873, 1893-1896)
Bandiera della Costa dei Mosquito (1860-1894)
Bandiera nicaraguense (1889-1893)
Bandiera nicaraguense (1896-1908)
Bandiera del Nicaragua parte della Grande Repubblica dell'America Centrale (1898)
Bandiera nicaraguense (1908-1971)